# Franz-Joseph-Kreuz

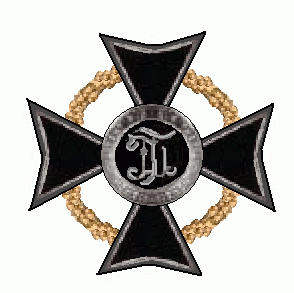
Franz-Joseph-Kreuz (1916)

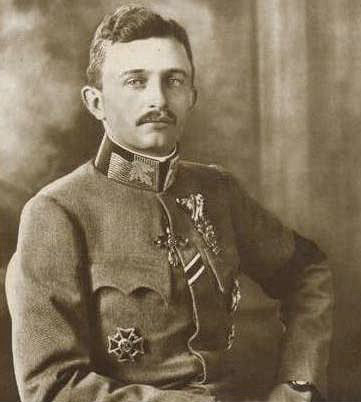
Kaiser Karl I. mit dem Franz-Joseph-Kreuz an der linken Brustseite

Das Franz-Joseph-Kreuz war eine österreichische Auszeichnung, die am 28. November 1916 durch Kaiser Karl I. gestiftet wurde.

## Geschichte
Die Stiftung des Franz Joseph-Kreuzes war schon von Kaiser Franz Joseph I. genehmigt worden, wurde aber erst nach seinem Tod formell am 28. November 1916  durch Kaiser Karl I. geschaffen. Die Liste der Träger hatte der verstorbene Monarch noch persönlich festgelegt. Es sollte an die Mitglieder des persönlichen Stabes von Franz Joseph I. während der Kriegsjahre 1914 bis 1916 in Anerkennung ihrer hervorragenden Diensttreue verliehen werden.
Das Ordenszeichen ist ein silber gerändertes Malteserkreuz aus schwarzem Eisen. Zwischen den Kreuzarmen verläuft ein goldener Lorbeerkranz. Im Medaillon, das von einem silbernen Reif mit der Inschrift MILITANTIBVS A LATERE MEO und MCMXIV – MCMXVI umgeben ist, die verschlungenen Initialen F J I (Franz Joseph Imperator). Die Rückseite des Kreuzes ist glatt.
Getragen wurde die Auszeichnung als Steckkreuz auf der rechten Brustseite.

## Andere Auszeichnungen
Das Franz-Joseph-Kreuz ist weder mit dem 1849 gestifteten Franz-Joseph-Orden noch dem am 22. Juli 1918 geschaffenen Gedenkzeichen an Kaiser und König Franz Joseph I. zu verwechseln. Das Gedenkzeichen sollte in Gold (1. Klasse) und Silber (2. Klasse) verliehen werden, gelangte aber vor Ende der Monarchie nicht mehr in größerem Umfang zur Ausgabe.

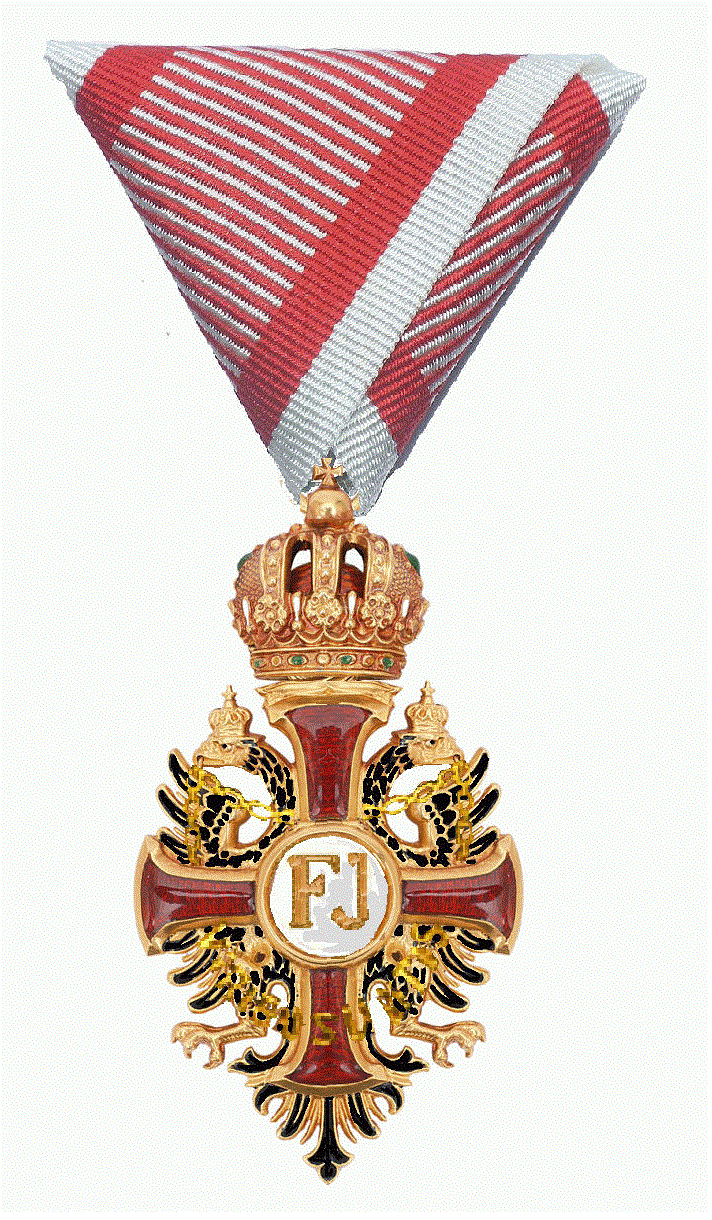
Ritterkreuz des Franz-Joseph-Ordens am Band der Tapferkeitsmedaille
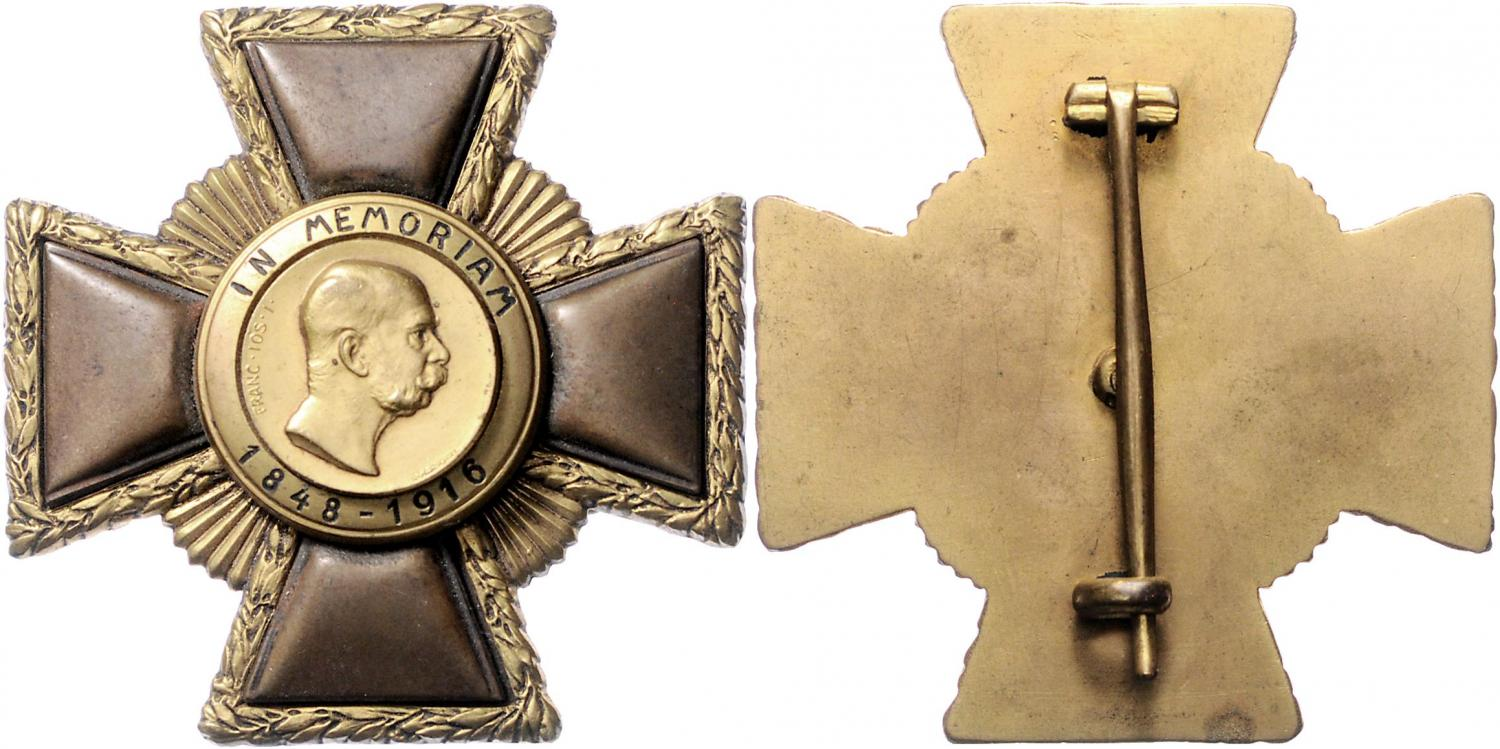
Gedenkzeichen an Kaiser und König Franz Joseph I.

## Träger des Franz-Joseph-Kreuzes
- Erster Obersthofmeister Alfred Fürst von Montenuovo
- Generaladjutant Generaloberst Eduard Graf Paar
- Generaladjutant Generaloberst Arthur Freiherr von Bolfras
- Feldmarschallleutnant Ferdinand Ritter von Marterer
- Feldmarschalleutnant Albert Freiherr von Margutti
- Oberst Adalbert Spányik von Dömeháza
- Oberst Heinrich Graf Hoyos
- Oberst Graf von Gutenstein
- Oberst Freiherr von Stichsenstein
- Oberst Bela Kary von Gyergyö-Szentmiklos vom Generalstab
- Oberst Ludwig Walluschek von Wallfeld
- Fregattenkapitän Karl Ritter von Polzer
- Oberstleutnant Waldemar Vogt vom Generalstab
- Oberstleutnant Maximilian Freiherr von Catinelli
- Major Marius Anton Graf von Attems-Heiligenkreuz
- Kapitän Karl Ottrubay vom Generalstab
- Rittmeister Nikolaus Freiherr von Ditfurth
- Hofrat Emil Lana
- Hofrat Heinrich Smirnitz
- Hofsekretär Moritz Edler von Römer
- Regierungsrat Ferdinand Grollman
- Regierungsrat Karl Fischer
- Regierungsrat Rudolf Meixner
- Sekretär Franz Klenowsky
- Sekretär Franz Freiherr von Neff-Zern
- Sekretär Alexander Beszedes
- Sekretär Karl Graffius